# Unión de Rugby de Tucumán
La Unión de Rugby de Tucumán o URT è l'organizzazione che governa il gioco del rugby nella provincia di Tucumán, in (Argentina).

## Storia
Il rugby fu giocato per la prima volta a Tucumán nel 1915, ma il primo club ufficiale, "Natación y Gimnasia", fu fondato nel 1936. Sei anni dopo venne fondato il Tucumán Rugby Club seguito dall'Universitario Rugby Club nel 1943 e dal Cardenales Rugby Club nel 1944.
Questi quattro club fondarono la "Unión de Rugby del Norte" il 29 febbraio 1944.
Malgrado fosse basata nella provincia di Tucumán, raccolse club nelle vicine province di Salta, Jujuy e Santiago del Estero. Mano a mano queste province crearono le proprie federazioni negli anni successivi: Unión de Rugby de Salta nel 1951, Unión Jujeña de Rugby nel 1966 e Unión Santiagueña de Rugby nel 1968. 
Da allora la federazione cambiò nome in "Unión de Rugby de Tucumán", comprendendo più club della relativa provincia.

## La rappresentativa
La Unión de Rugby de Tucumán è rappresentata nel Campionato argentino di rugby, competizione tra le selezioni delle varie province, sin dalla prima edizione del 1945.
La squadra ha una divisa arancione ed è quindi denominata "La Naranja". Il team ha vinto nove volte il campionato argentino.

### Palmarès
- Campionato argentino di rugby:
  - Vincitore: (9): 1985, 1987, 1988, 1989, 1990, 1992, 1993, 2005, 2010
  - Finalista: (12): 1966, 1975, 1981, 1982, 1986, 1995, 1999, 2000, 2006, 2007, 2008, 2009

## Competizioni per club
Sono 11 i club affiliati che prendono parte al campionato provinciale e al Torneo del Noroeste in cui affrontano le squadre delle province di Salta, Santiago del Estero e Jujuy. Tradizionalmente i club di Tucuman dominano il torneo che hanno sempre vinto. I più vittoriosi sono Universitario e Tucumán Rugby Club con 21 e 20 titoli rispettivamente.
Ogni anno i team meglio classificati si qualificano per il Torneo del Interior, dove affrontano i migliori team di altri campionati regionali: Litoral, Centro, Noreste, Pampeana, Oeste and Patagónico.
Le due finaliste del torneo si classificano per il Nacional de Clubes dove affrontano i 2 due migliori club del torneo della capitale. Il Tucumán Rugby Club due volte finalista al Nacional de Clubes, il Los Tarcos Rugby Club una.

## Club membri
- Bajo Hondo Rugby Club
- Cardenales Rugby Club
- Corsarios Rugby Club
- Huirapuca Rugby Club
- Jockey Club de Tucumán
- Lince Rugby Club
- Los Tarcos Rugby Club
- Club Natación y Gimnasia
- Tucumán Lawn Tennis Club
- Tucumán Rugby Club
- Universitario Rugby Club